# چشمه غلام‌ویس
چشمه‌غلام‌ویس(به کُردی:کانی خولاویس)، روستایی از توابع بخش دینور شهرستان صحنه در استان کرمانشاه ایران است.

## جمعیت
این روستا در دهستان کندوله قرار دارد و براساس سرشماری مرکز آمار ایران در سال ۱۳۸۵، جمعیت آن ۲۹۷ نفر (۷۹خانوار) بوده‌است.